# Japán jen
A jen (japánul: 円, en, több más latin betűs nyelvben yen) Japán hivatalos fizetőeszköze. Ezenfelül széles körben használják tartalékvalutaként az amerikai dollár és az euró után. ISO 4217 kódja JPY és 392. Latin átírásban a jen szimbóluma a ¥, ami japán kandzsival írva 円.

## Etimológiája
A japán jen rokona a kínai jüan és a koreai von. Jelentése: 'kerek'. Eredetileg ugyanúgy írták kandzsival a japán jent, mint a kínai jüant (圓, pinjin: yuán). A modern japán írás ma az egyszerűsített sindzsitai írásjegyet használja (円), ami különbözik az egyszerűsített kínaitól (圆), illetve a Kínában informálisan használt 元 írásjegytől. A jen latin szimbóluma a ¥, egy Y két vízszintes vonással. Ez egyúttal a jüan szimbóluma is, habár Kínában gyakran fordul elő egy vonással. Az ISO-rövidítések a JPY (japán jen) és a CNY (kínai jüan) pénznemkóddal különböztetik meg a két pénznemet.

## Érmék
|                |         | Műszaki paraméterek | Műszaki paraméterek | Műszaki paraméterek | Műszaki paraméterek    | Leírás                 | Leírás                                     | Leírás                                  |            |
| Hát- és előlap | Érték   | Átmérő              | Vastagság           | Tömeg               | Összetétel             | Perem                  | Előlap                                     | Hátlap                                  | Első veret |
| -------------- | ------- | ------------------- | ------------------- | ------------------- | ---------------------- | ---------------------- | ------------------------------------------ | --------------------------------------- | ---------- |
|                | 1 jen   | 20 mm               | 1,2 mm              | 1 g                 | 100% Al                | sima                   | fiatal fa, országnév, érték                | érték, verési évszám                    | 1955       |
|                | 5 jen   | 22 mm               | 1,5 mm              | 3,75 g              | 60–70% Cu 30–40% Zn    | sima                   | rizskalász, fogaskerék, víz, érték         | országnév, verési évszám                | 1949       |
|                | 10 jen  | 23,5 mm             | 1,5 mm              | 4,5 g               | 95% Cu 3–4% Zn 1–2% Sn | recés                  | a Főnix csarnok, Bjódóin, országnév, érték | örökzöld fa, érték, verési évszám       | 1951       |
| sima           | 10 jen  | 23,5 mm             | 1,5 mm              | 4,5 g               | 95% Cu 3–4% Zn 1–2% Sn | 1959                   | a Főnix csarnok, Bjódóin, országnév, érték | örökzöld fa, érték, verési évszám       |            |
|                | 50 jen  | 21 mm               | 1,7 mm              | 4 g                 | 75% Cu 25% Ni          | recés                  | krizantém, országnév, érték                | érték, verési évszám                    | 1967       |
|                | 100 jen | 22,6 mm             | 1,7 mm              | 4,8 g               | 75% Cu 25% Ni          | recés                  | cseresznyefavirágok, országnév, érték      | érték, verési évszám                    | 1967       |
|                | 500 jen | 26,5 mm             | 2 mm                | 7,2 g               | 75% Cu 25% Ni          | NIPPON ◆ 500 motívumok | császárfa, országnév, érték                | érték, bambusz, mandarin, verési évszám | 1982       |
|                | 500 jen | 26,5 mm             | 2 mm                | 7 g                 | 72% Cu 20% Zn 8% Ni    | ferdén recézett        | császárfa, országnév, érték                | érték, bambusz, mandarin, verési évszám | 2000       |

## Bankjegyek
Japánban a bankjegyek kibocsátásának monopóliumával a jegybank, a Japán Bank (日本銀行, Nippon Ginkó, Bank of Japan) van felruházva.

A Japán Bank (日本銀行, Nippon Ginkó) logója.

### B-sorozat
A japán jen B-sorozatának bankjegyei 1950 és 1953 között kerültek forgalomba. Az 50 jenest 1951-1958 között, a 100 jenest 1953-1974 között, az 500 jenest 1951-1969, végül az 1000 jenes címletet 1950-1963 között bocsátották ki. 
| Kép      | Kép      | Érték    | Méret       | Szín         | Leírás              | Leírás                    |
| Előoldal | Hátoldal | Érték    | Méret       | Szín         | Előoldal            | Hátoldal                  |
| -------- | -------- | -------- | ----------- | ------------ | ------------------- | ------------------------- |
|          |          | 50 jen   | 144 × 68 mm | narancssárga | Takahasi Korekijo   | a Japán Bank székháza     |
|          |          | 100 jen  | 148 × 76 mm | barna        | Itagaki Taiszuke    | a japán parlament épülete |
|          |          | 500 jen  | 156 × 76 mm | sötétkék     | Iwakura Tomomi      | Fudzsi                    |
|          |          | 1000 jen | 164 × 76 mm | szürke       | Sótoku régensherceg | Jumedono templom          |

### C-sorozat
A japán jen C-sorozatának a dizájnja nem volt egységes, az 1957-ben bevezetett 5000 jenes és az 1958-ban bevezetett 10 000 jenes stílusában a korábbi 50, 100, 500 és 1000 jenes címletekből álló B-sorozat bankjegyeihez hasonlított. Ellenben az 1963-tól kibocsátott 1000 jenese és a csak 1969-től forgalomba került 500 jenese merőben eltérő, modernebb stílusban készült. 
| Kép      | Kép      | Érték      | Méret       | Szín        | Leírás              | Leírás                                |
| Előoldal | Hátoldal | Érték      | Méret       | Szín        | Előoldal            | Hátoldal                              |
| -------- | -------- | ---------- | ----------- | ----------- | ------------------- | ------------------------------------- |
|          |          | 500 jen    | 159 × 72 mm | kék         | Iwakura Tomomi      | Fudzsi                                |
|          |          | 1000 jen   | 164 × 76 mm | zöld        | Itó Hirobumi        | a Japán Bank székháza                 |
|          |          | 5000 jen   | 169 × 80 mm | zöldesbarna | Sótoku régensherceg | a Japán Bank székháza                 |
|          |          | 10 000 jen | 174 × 84 mm | barnászöld  | Sótoku régensherceg | hó főnixmadarak a Bjódó-in templomból |

### D-sorozat
A D-sorozat bankjegyei (1000, 5000 és 10 000 jenes) 1984 és 2004 között kerültek kibocsátásra. 
| D-sorozat (1984) | D-sorozat (1984) | D-sorozat (1984) | D-sorozat (1984) | D-sorozat (1984) | D-sorozat (1984)                       | D-sorozat (1984)         | D-sorozat (1984)  |
| Kép              | Kép              | Érték            | Méret            | Szín             | Leírás                                 | Leírás                   | Kibocsátás dátuma |
| Előoldal         | Hátoldal         | Érték            | Méret            | Szín             | Előoldal                               | Hátoldal                 | Kibocsátás dátuma |
| ---------------- | ---------------- | ---------------- | ---------------- | ---------------- | -------------------------------------- | ------------------------ | ----------------- |
|                  |                  | 1000 jen         | 150 × 76 mm      | Kék              | Natszume Szószeki (Natszume Kinoszuke) | koronás darvak násztánca | 1984              |
|                  |                  | 5000 jen         | 156 × 76 mm      | Lila             | Nitobe Inazu                           | Fudzsi                   | 1984              |
|                  |                  | 10 000 jen       | 160 × 76 mm      | Barna            | Fukuzava Jukicsi                       | fácánok                  | 1984              |

### E-sorozat
Az E-sorozat első bankjegye, a 2000 jenes 2000-ben került forgalomba emlékbankjegyként. A sorozat többi címletének, az 1000, 5000 és 10 000 jenesnek a kibocsátására azonban csak évekkel később, 2004-től került sor.
2019-ben az 1000 jenes bankjegy sorszámainak színét barnáról kékre módosították.
| Kép      | Kép      | Érték      | Méret       | Szín  | Leírás           | Leírás                                                                          |
| Előoldal | Hátoldal | Érték      | Méret       | Szín  | Előoldal         | Hátoldal                                                                        |
| -------- | -------- | ---------- | ----------- | ----- | ---------------- | ------------------------------------------------------------------------------- |
|          |          | 1000 jen   | 150 × 76 mm | kék   | Nogucsi Hidejo   | a Fudzsi, a Motoszuko-tó és cseresznyevirágok                                   |
|          |          | 2000 jen   | 154 × 76 mm | zöld  | a Sureimon       | egy jelenet a Gendzsi szerelmeiből, és írójának, Muraszaki Sikibunak a portréja |
|          |          | 5000 jen   | 156 × 76 mm | lila  | Higucsi Icsijó   | Kakicubata-dzu (Ogata Kórin íriszeket ábrázoló festménye)                       |
|          |          | 10 000 jen | 160 × 76 mm | barna | Fukuzava Jukicsi | a Bjódó-in (平等院) templom főnixszobra                                         |

### F-sorozat
2024. július 3-án új bankjegysorozatot bocsátottak ki, mely 1000, 5000 és 10 000 jenes címletekből áll, mérete megegyezik a jelenlegi szériáéval, de a biztonsági elemeket, különleges hologramhatású elemek formájában korszerűsítették rajtuk. Újdonság még, hogy a Japán Bank neve a japán mellett angol nyelven (Bank of Japan) is megjelenik az előoldalon.
| F-sorozat (2024) | F-sorozat (2024) | F-sorozat (2024) | F-sorozat (2024) | F-sorozat (2024) | F-sorozat (2024)      | F-sorozat (2024)        | F-sorozat (2024)  |
| Kép              | Kép              | Érték            | Méret            | Szín             | Leírás                | Leírás                  | Kibocsátás dátuma |
| Előoldal         | Hátoldal         | Érték            | Méret            | Szín             | Előoldal              | Hátoldal                | Kibocsátás dátuma |
| ---------------- | ---------------- | ---------------- | ---------------- | ---------------- | --------------------- | ----------------------- | ----------------- |
|                  |                  | 1000 jen         | 150 × 76 mm      | Kék              | Kitaszato Sibaszaburó | A Kanagavai Nagy Hullám | 2024.július 3.    |
|                  |                  | 5000 jen         | 156 × 76 mm      | Lila             | Cuda Umeko            | Lilaakác                | 2024.július 3.    |
|                  |                  | 10 000 jen       | 160 × 76 mm      | Barna            | Sibuszava Eiicsi      | Tokió pályaudvar        | 2024.július 3.    |

## Galéria

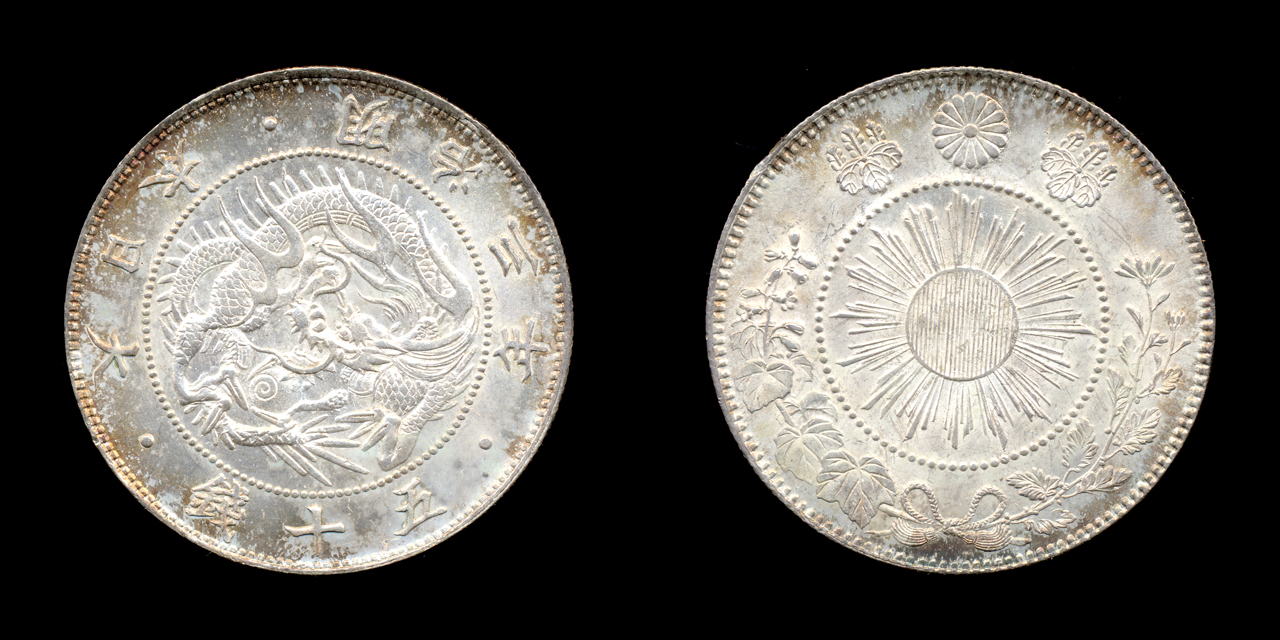
Japán ezüst 50 szen ('/2 jen) érme 1870-ből.
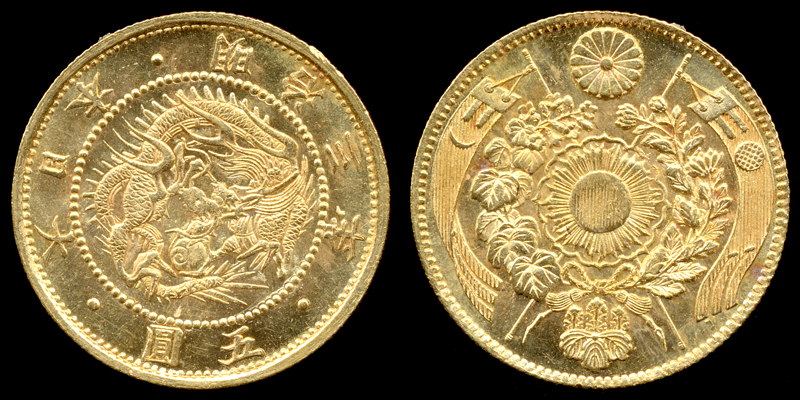
Japán arany 5 jenes érme 1870-ből.
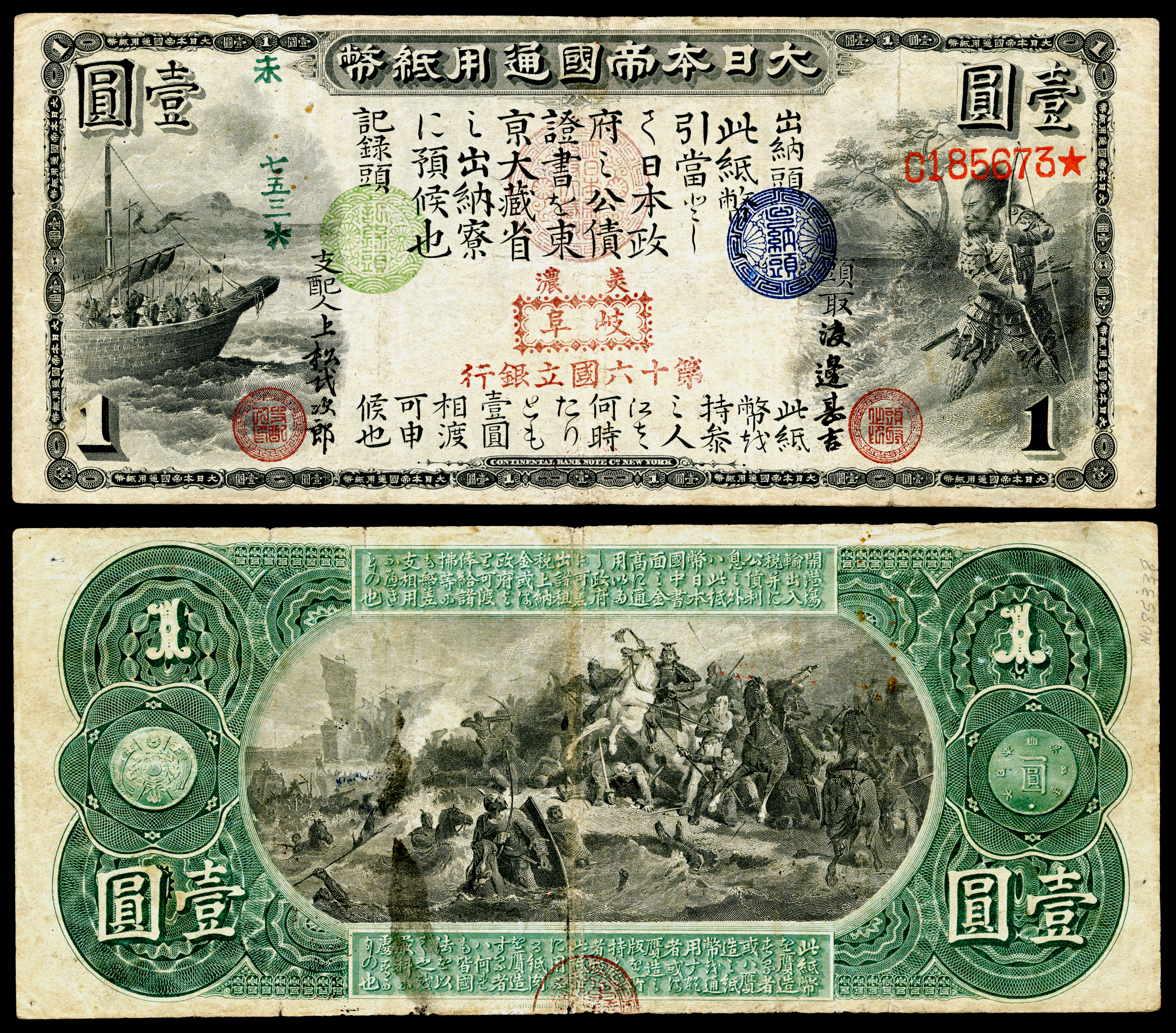
1873-as kibocsátású 1 jenes államjegy (kibocsátó: Dai Nippon Teikoku Szeifu Sihei - Nagy Japán Birodalmi Kormány).
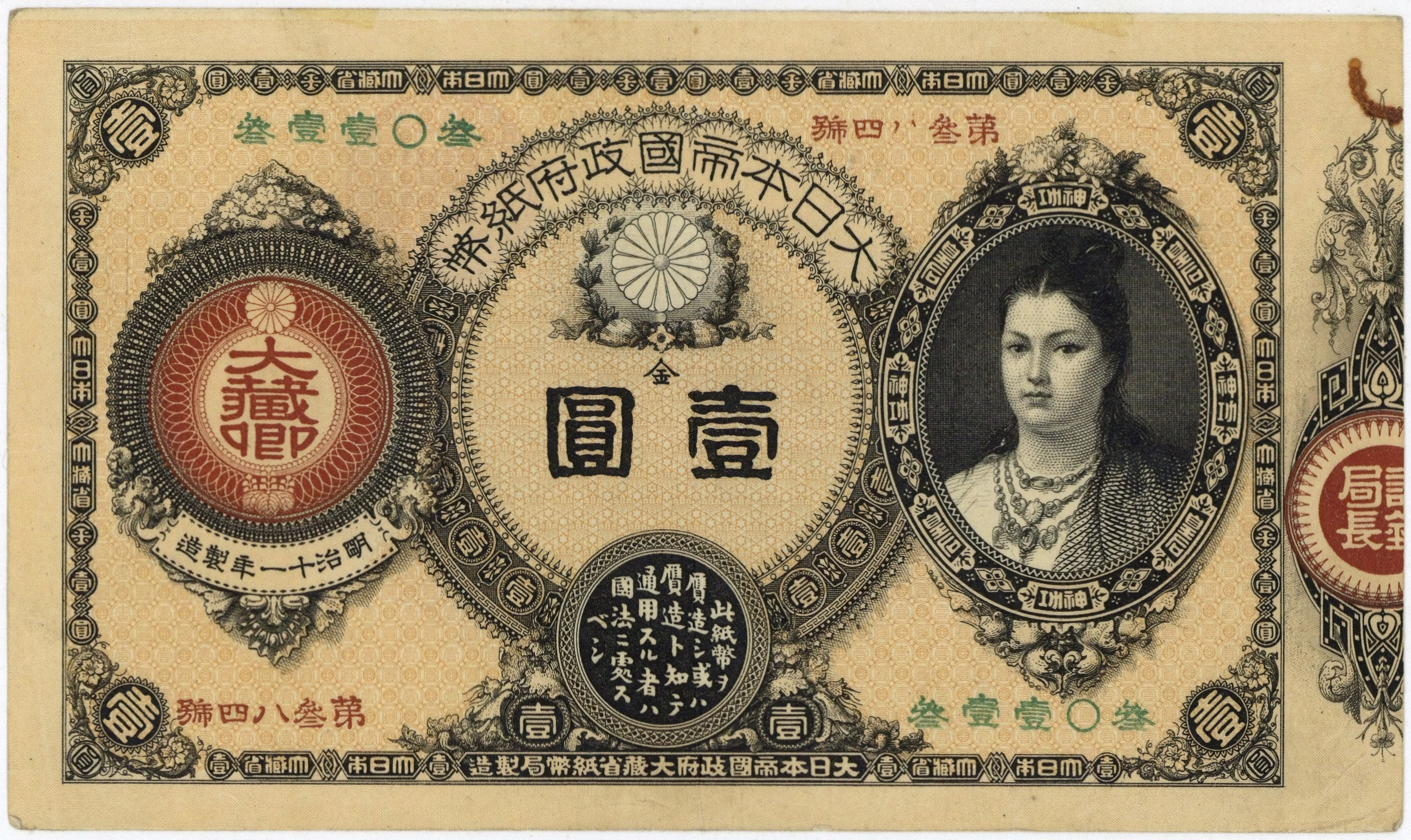
1878-as kibocsátású 1 jenes államjegy (kibocsátó: Dai Nippon Teikoku Szeifu Sihei - Nagy Japán Birodalmi Kormány) Dzsingú császárnő portréjával.
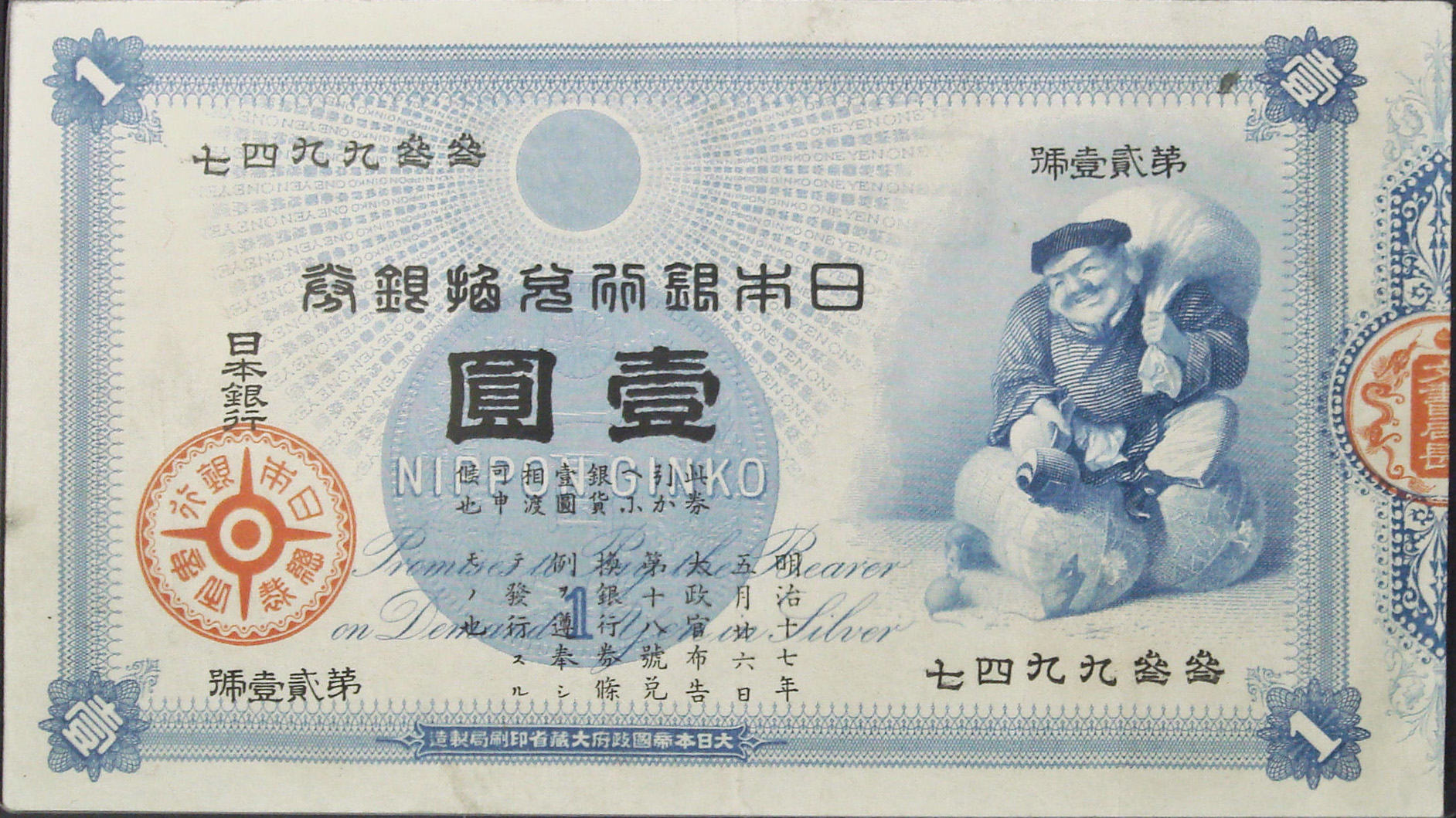
1885-ös kibocsátású 1 jenes bankjegy, mérete 135 x 78 mm.
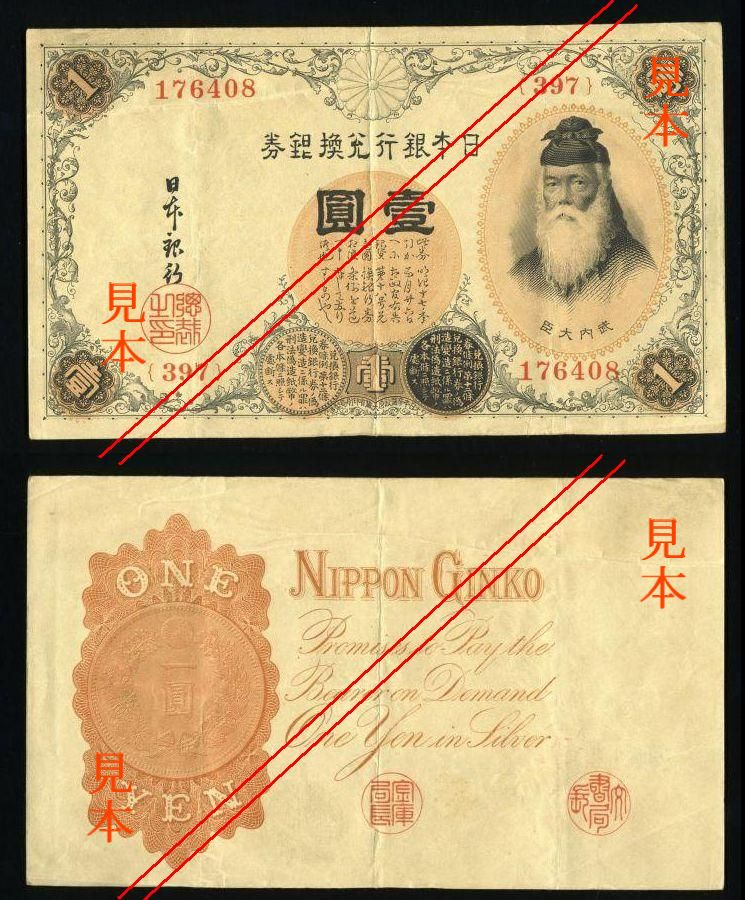
1889 és 1916 között kibocsátott 1 jenes bankjegy Takeucsi nó Szukune portréjával.
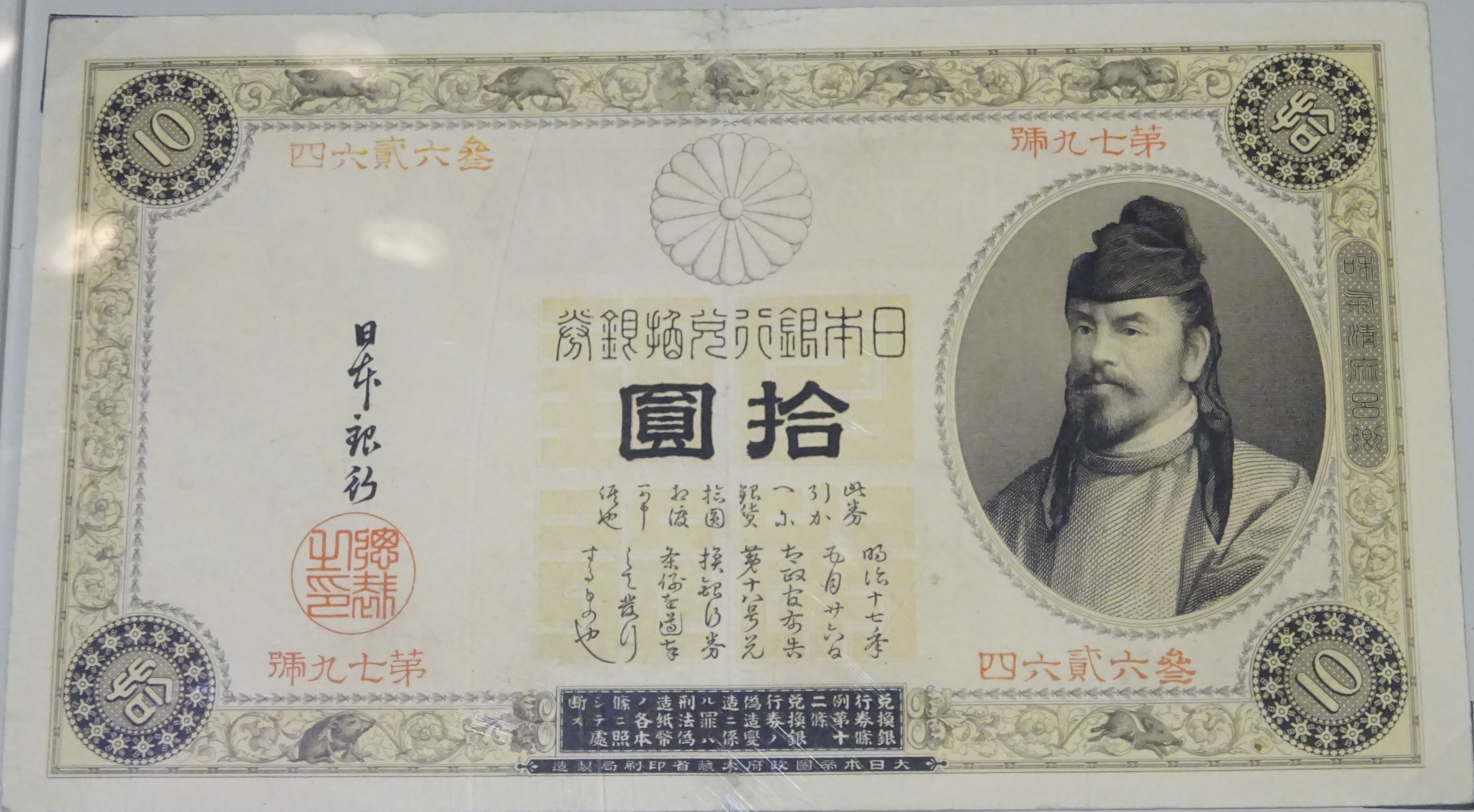
1890-es 10 jenes bankjegy Vake no Kijomaro portréjával, mérete 169 x 100 mm.
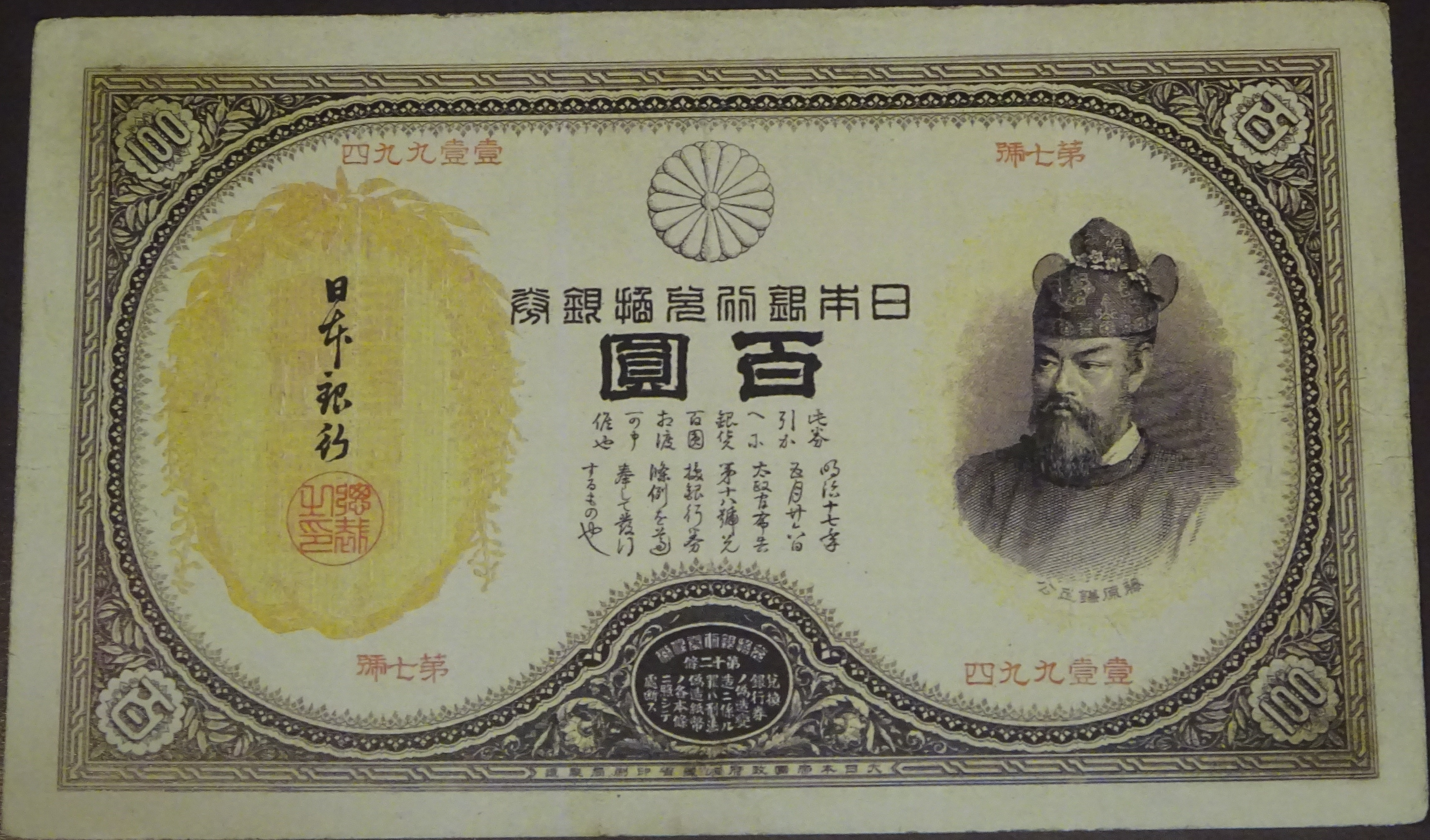
1891-es 100 jenes bankjegy Fudzsivara no Kamatari portréjával, mérete 210 x 130 mm.
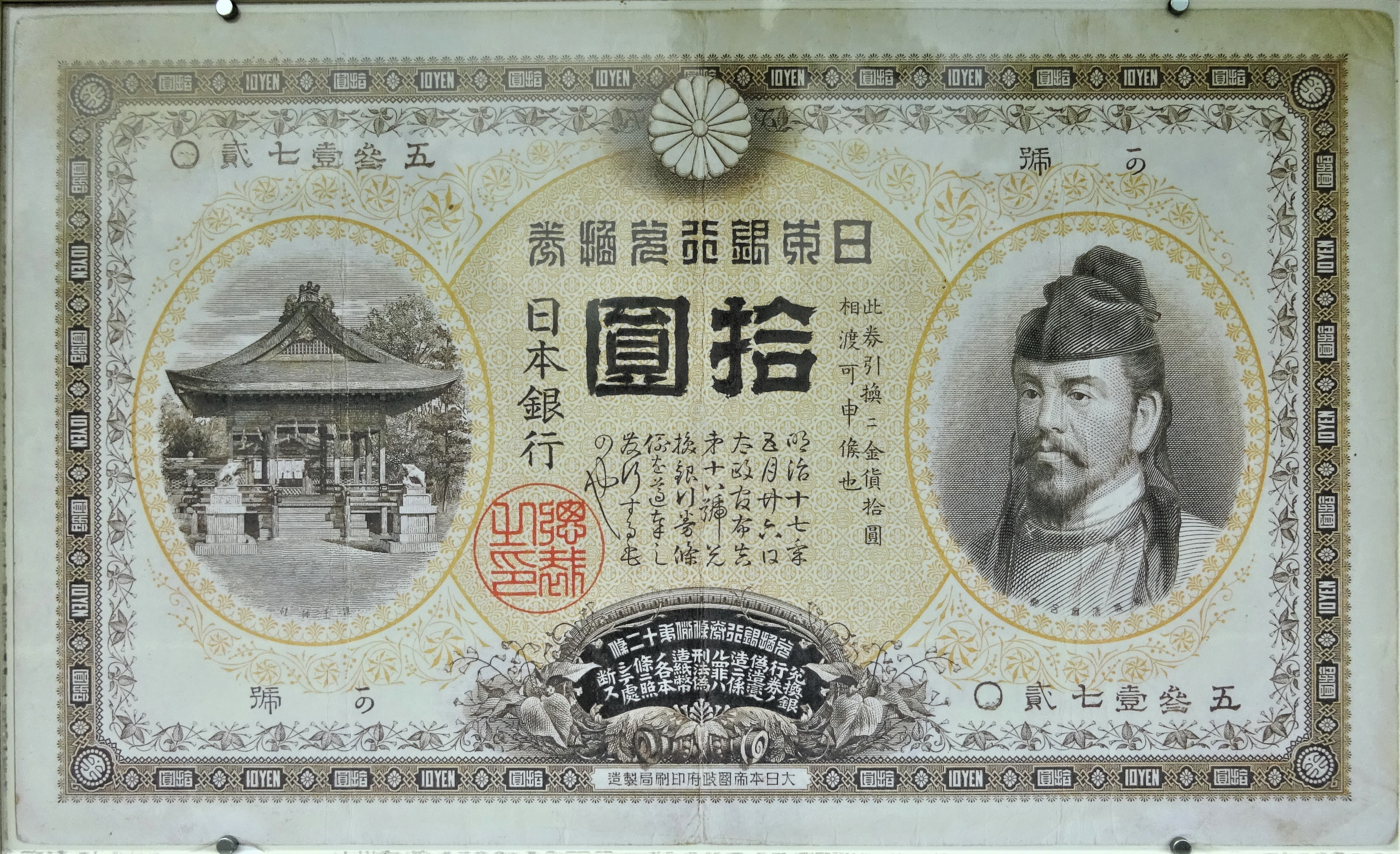
1899-es 10 jenes bankjegy Vake no Kijomaro portréjával, mérete 159 x 96 mm.
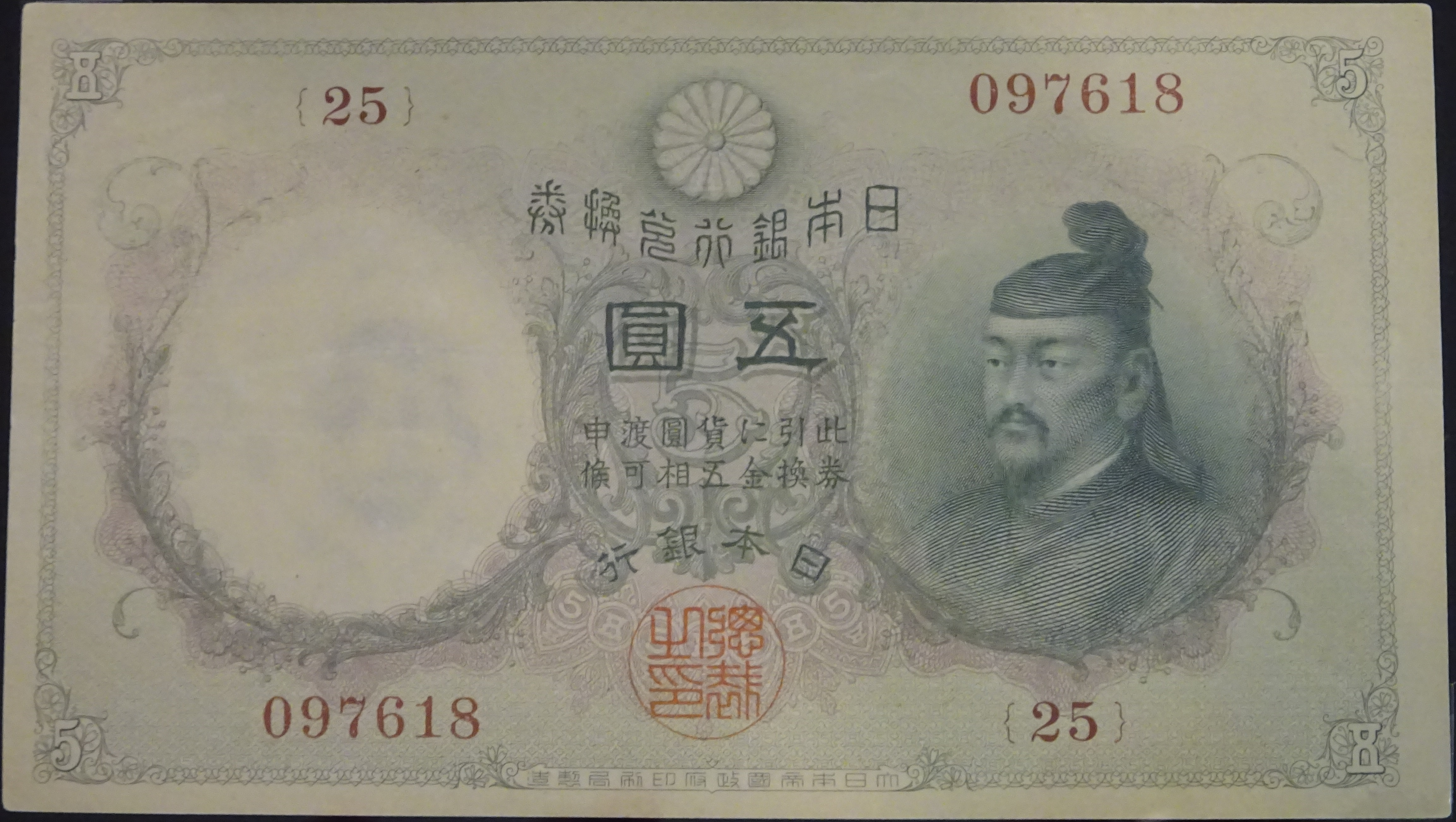
1910-es 10 jenes bankjegy Szugavara no Micsizane portréjával, mérete 136 x 78 mm.